# Anastasija Bajandina
Anastasija Aleksandrovna Bajandina (ryska: Анастасия Александровна Баяндина), född 1 november 1996 i Krasnojarsk, är en fransk-rysk konstsimmare. Hennes tvillingsyster, Darja Bajandina, är också en konstsimmare.

## Karriär
I juli 2017 vid VM i Budapest var Bajandina en del av Rysslands lag som tog guld i både det tekniska och fria lagprogrammet. I augusti 2018 vid EM i Glasgow var hon återigen en del av Rysslands lag som tog guld i både det tekniska och fria lagprogrammet.
I december 2018 kontaktade Anastasija och hennes tvillingsyster Darja Bajandina det franska simförbundet efter att de blivit exkluderade från det ryska landslaget. 2022 blev de tillåtna att tävla för Frankrike men blev i juni samma år avstängda fram till mars 2023 för att testat positivt för furosemid 2014.
I juni 2023 vid europeiska spelen i Kraków-Małopolska var Bajandina en del av Frankrikes lag som tog guld i det akrobatiska lagprogrammet och brons i det tekniska lagprogrammet. Vid olympiska sommarspelen 2024 i Paris slutade hon på 14:e plats i partävlingen tillsammans med Romane Lunel samt var en del av Frankrikes lag som slutade på fjärde plats i lagtävlingen.
Vid konstsim-EM 2025 i Funchal tog Bajandina brons i det tekniska parprogrammet tillsammans med Romane Lunel.